# THE 美少女シミュレーションRPG MoonLightTale
『THE 美少女シミュレーションRPG MoonLightTale』（ザ びしょうじょシミュレーションアールピージー ムーンライトテール）は、2003年4月24日にディースリー・パブリッシャーから発売されたPlayStation 2用シミュレーションRPGソフト。「SIMPLE2000シリーズ」の第21作である。
ファンタジー風の世界を舞台に、女性キャラクターからなる部隊を率いてモンスターと戦い、モンスター発生の原因究明を目指すゲーム。
主人公は部隊指揮官であり、直接戦闘には参加しない。実際に戦闘を行う仲間達は総勢15人だが、ゲームの進め方によって加わるキャラクターが変わり、全員揃える為には周回プレイが必要となる。
恋愛アドベンチャーゲームの要素も盛り込まれており、各ヒロインの好感度によって最終ボスとエンディングが変化する。仲間の女性キャラクター15人のみフルボイス仕様となっており、会話イベント・戦闘シーンの両方で声を発する。

## ストーリー
人と精霊と魔物が共存する世界「ゴーワール」に、異変が起こった。それまで本能のみに従って人間を襲うだけだった魔物達が、軍隊のごとく統制された動きを持って都市を襲い始めたのだ。
都市国家「ヘセド」は、この謎の変化を起こした魔物達を「魔獣」と命名、国軍である「GaLILu(ガリル)」を対魔獣用専守防衛組織「MaGDaLe(マグダラ)」へと再編成する。
ある時、1人の士官候補生が、魔獣を遊撃する特殊部隊の隊長に任命される。魔獣の発生原因を求めて旅立つ特殊部隊。背後で様々な者達の意思が交錯する中、彼らが辿り着いた真実とは…?

## システム
戦闘は最大5対5で行われる。キャラクター毎に「アクティブゲージ（行動ポイント）」を消費する事で移動・攻撃を行い、敵の全滅を目指す。
クリア後に経験値を入手でき、任意のキャラクターの能力値に割り振る事でパワーアップを行う。
1度クリアすると周回プレイが可能となる。また「死の回廊」という別モードもプレイできる。こちらのモードでは敵を倒しても経験値は得られないが、勝利すると各キャラクター用の「着替え用コスチューム」を入手できる事がある。着替えさせると、キャラクターのグラフィックと使える技が変化する。

## 登場キャラクター

### 対魔獣遊撃隊NoA
「Nonrestraint Offenseteam for Anti-beast」の略称。国から出て魔獣を遊撃し、その発生原因を突き止める事を目的とする部隊として、主人公と3人の隊員で結成された。MaGDaLe内でも存在自体が非公開とされており、あらゆる軍規に囚われない特殊部隊という触れ込みだが、実際は予算も多くは与えられず増員要請もできない「野放しにされた部隊」である。
しかしその実態は、主人公を魔獣の中に投入する事で彼の持つ特異体質の正体を掴み、ひいてはそれを利用して世界の支配を狙おうとするMaGDaLe上層部の陰謀によって結成された「実験道具」に過ぎなかった。
主人公
名前はプレイヤーが入力する（デフォルト名は存在しない）。
元はMaGDaLeの第15部隊に所属していた少年兵卒。幼い頃から「軍に入って人々を守るのが自分の使命」と考えていた。
防衛作戦における魔獣との戦闘で重傷を負うが、以後魔獣を怯えさせる謎の体質を身に付けた。その体質に目を付けた上層部によって特殊部隊「NoA」の隊長に任命され、3人の隊員と共に旅立つ。武器を手に取ろうとすると体が拒絶反応を起こすという後遺症を患っており、直接戦闘には参加せず、隊員への指揮を行う。
軍内では「防衛作戦に失敗して左遷された男」と認識されている。将来を有望視された士官候補生を自称しているが、軍の使用する魔獣センサーの存在を知らず、隊員に呆れられる描写がある。
その正体は、カオスゲートを生み出した邪神を体内に宿した「入れ物」であり、神の住む世界「ドゥオモ」に辿り着いた事で邪神の姿へと変貌、最後の敵となる。

#### 戦闘を行う女性キャラクター
最初から仲間になっているのはマツリ・アヤネ・オーリンの3人。エリザとミリィは途中で必ず加わるが、それ以外のメンバーは特定のシナリオを通らないと加入しない。
剣士マツリ声 - 山本麻里安
3月28日生まれ。身長160cm、3サイズは78・54・78。血液型はB型。MaGDaLeの兵士育成分隊・アタッカー養成チームからNoAへと配属された。大剣を武器にしている。主人公を「たいちょー」と呼ぶ。
昔から頭は悪いが腕力だけは強かった為、軍隊入りを志願した。戦士でいることは好きだが、本心では殺生を嫌っている。常に能天気で、考え無しに無神経な発言ばかりするが、陽気で人当たりが良い為友人は多い。上官である主人公を堂々と「戦力外」「無駄飯喰らい」と呼んでおり、彼の頭痛の種になっている。
ボタンを見るとどうしても押したくなる性分で、週に1回は訓練施設の非常招集ボタンを押して騒ぎを起こしていた。
賢い姉のアヤネを尊敬しているが、同時に嫉妬してもいる。貧乳である事が悩み。好物はケーキ。嫌いな物は苦いものと男の筋肉。
戦闘では物理攻撃による接近戦がメイン。
魔術師アヤネ声 - Miki
3月28日生まれ。身長158cm、3サイズは78・55・79。血液型はA型。マツリの姉で、メガネをかけている。元はMaGDaLeの魔道兵士育成分隊に所属していた。フルートを吹く事で魔法を操る事ができる。主人公を「隊長」と呼ぶ。
昔から体が弱く本ばかり読んでいたが、そんな自分を変えようと軍に入隊した。料理は食べるより作る方が好きで、メンバーの食事も彼女が作っている。一見物静かだが実は毒舌家で、妹にトラウマを植え付ける程の拷問を行ったり、盗み食いをしようとするリジュに残飯を与えたりといった腹黒い性格でもある。「メガネ」と呼ばれると怒る。
マツリとは基本的に仲は良いが、誰とでも友達になれる彼女に嫉妬してもいる。その為距離を置こうとNoAへの配属を志願したが、妹もまた同部隊に配属されるという皮肉な結果が待ち受けていた。
なおゲーム本編では「マツリの双子の姉」と明言されているが、説明書ではマツリが16歳、アヤネが17歳と記述されている。どちらが正しい設定かは不明。
戦闘では魔法による遠距離攻撃がメイン。
格闘家オーリン声 - 佐久間紅美
1月8日生まれの17歳。身長156cm、3サイズは不明。血液型はO型。チャイナドレス風の衣装を身に付けたボク女(時折「私」と言う)。髪型はツインテール。主人公を「隊長」と呼ぶ。
元はMaGDaLeの白兵戦部隊である第12部隊でライトアタッカーを務めていた正規軍人。子供の頃、男に生まれたかったと思っていた為、「男の職場」というイメージのある軍隊に入る事を目指したという。NoA結成と同時に転属されたが、実際は軍の上層部から主人公の監視役を命ぜられたスパイであり、彼の身に起こる現象を密かに報告していた。
第12部隊の隊長に憧れており、かつ軍人である事に誇りを持っている為、気に入った部隊から外された事や、軍人として半人前のメンバーと組まされた事に内心憤っている。正義感は強いが感情の起伏が激しく、事あるごとに声を荒らげ、急な事態が起こると真っ先に悲鳴を上げて取り乱す。
戦闘は素手で行う。武器を使ってみたいと思ってはいるが、不器用故に上手くいかないらしい。
チャクラによって自分自身の能力を高める技を複数身に付けているが、攻撃技は2種類しかなく、行動ポイントの消費も激しい。
傭兵エリザ声 - 斎賀みつき
10月12日生まれの18歳。身長168cm、3サイズは83・57・80。血液型はA型。剣と魔法の複合による剣技で戦う魔法剣士。主人公を「隊長」と呼ぶ。
金さえ貰えば人間・獣人を問わずに雇われて戦う、自称「なんでも屋」。守銭奴で、報酬にうるさい。NoAが魔獣に不意打ちされていた所を通り掛かり、加勢した事で代金を要求するが、払えないと知った事で「今後の戦闘での収入の70%を払う」という契約を強引に結ばせ、同行する事になる。
世界中を旅している為博識で、NoAの実質的なブレインとなる。これまで自国から出た事のなかったNoAの世間知らずぶりに度々呆れ返っている。仲間に加わったのはあくまで借金を返させる為だが、同時にNoAのメンバーに何らかの興味を抱いてもいるらしい。
「大陸で13番目ぐらいに強い」と自称してはいるが、この世界で生き延びる為に戦っているに過ぎず、「本当の平和」というものがあるなら戦いを捨てても良いと考えている。
戦闘では接近戦がメイン。技の攻撃力は筋力と知力の両方に影響される。
獣人リジュ声 - かないみか
2月4日生まれの10歳。身長148cm、3サイズは71・53・70。血液型はB型。「半分人間、半分魔物」という獣人の一族で、ネコ耳と尻尾が生えており、四つん這いで歩行する。一人称は「ウチ」（時折「私」と言う）。主人公を「お兄ちゃん」と呼ぶ。
元は谷の奥にある村でひっそりと暮らしていたが、村に謎の黒い水晶体「カオスゲート」が現れた事で村人達が凶暴化し始めた為、父親によって人間に預けられ避難させられた。その後村に戻る方法を探し求め、村の方角へ向かおうとするNoAの馬車へと潜り込んだ。
カオスゲートによって村が壊滅した事で以後同行する事になる。軍製の魔獣センサーを改良できるだけの技術を有している。
山登りは苦ではないが高所恐怖症でもある。語尾に「にゃ」を付けて喋るがネコ扱いされると怒る。度々盗み食いをし、口に合わないものは捨てている。苦い食べ物と砂糖が嫌い。
戦闘では石を投げ付ける事で遠距離攻撃を行う。複数の敵を同時に攻撃する事も可能。
シスター・プラム声 - 中原麻衣
9月15日生まれの18歳。身長163cm、3サイズは81・58・82。血液型はAB型。頭にウサギの様な耳の生えた獣人。鉄製の杖と白いローブを身に付けている。主人公を「隊長さん」と呼ぶ。
高地の近くにある獣人の村に住んでいたが、村にカオスゲートが出現した事で、その調査の為に旅に出た。3カ月後に調査を終えて帰郷するが、住人達は既にカオスゲートによって全て魔獣と化していた。その場に居合わせたNoAに加勢し、ゲート破壊の為に同行を申し出る。
「この世界に生きる全ての者を愛している」と語る博愛主義者だが、村で一番賢い事を妬まれ孤独な人生を送ってきたという。宗教上の理由か体質故かは不明だが、肉を食べる事ができない。かつて修行をした寺院を魔獣に滅ぼされている。人間の社会については詳しくない。キスの経験は無いとの事。
戦闘では回復や戦闘補助用の技を使う事ができる。リジュとは択一で登場する為、1周で同時に仲間にはできない。
くノ一カエデ声 - Mizuho
3月7日生まれの16歳。身長161cm、3サイズは83・53・81。血液型はB型。
山奥にある忍びの里に住んでいた女忍者だが、度を越したドジかつ天然ボケな性格が災いし、忍術修行の際に里を滅ぼしかけてしまい、頭目から暇を言い渡された。空腹で困っていた所を主人公に食事を分けて貰い、一飯の恩を返すと言って仲間に加わる。以後主人公を「殿」と呼ぶ。
尊敬する頭目から貰った巨大なクナイを大事にしているが、何に変装しても常に背負ったままでいた為、すぐに見破られていたという。また「女の武器」を用いる方面の修行はしていなかったらしい。一方破壊工作だけは一人前だと太鼓判を押されている。自称「道具を使うのはお手の物」。
視力が低く、コンタクトレンズが無いと何も見えなくなる。対人恐怖症で、複数の人間と同時に喋る事ができない。的が小さいと力が入ってしまう為、小動物を狩るのは苦手。好物は甘い物。コーヒーは飲むと眠れなくなる。
戦闘では忍法を用いた遠距離攻撃を行える。
巫女フィーネ声 - 岩居由希子
5月2日生まれの17歳。身長164cm、3サイズは85・59・87。血液型はA型。主人公を「隊長」と呼ぶ。
マルチ商法を行う迷惑宗教団体「真理を求める会」の勧誘員。「アルファケンタウリ様」なる存在からの電波を受信していると主張し、その電波に従ってカオスゲートを破壊し続けていた所をNoAと出会い、目的が一致した事で一行に加わる。
「全ての創造は破壊から始まる」という教義に基づき、巨大なハンマーを振り回して戦闘を行う。彼女に取っては会の教義こそが全てであり、それに反する者は「邪教徒」として文字通り叩き潰す。
教祖である「グルグル」なる人物の人体浮遊術を見た事で信者となったらしい。グルグルに心酔しており、事あるごとに引き合いに出す。主人公を「波長が合う相手」と見なして勧誘しようとするが、誰にも理解できない勧誘トークを異常な早口で引っ切り無しにまくし立てる為、仲間達から心底迷惑がられている。しかし本人に自覚は全く無い。マツリとは逆に男の筋肉が好き。魔界の空気は性に合うらしい。
戦闘ではハンマーによる接近戦の他、補助魔法を使う事もできる。
侍イズミ声 - Kyoko
8月8日生まれの19歳。身長170cm、3サイズは90・56・83。血液型はA型。白い羽織袴を身に付け、日本刀を持った剣士。一人称は「拙者」または「私」。主人公の事は「貴殿」としか呼ばない。
エリザの同業者で、ある時は同じ陣営で、またある時は敵陣営で戦った事がある。「常在戦場」を座右の銘としており、ただひたすら戦う事だけを求めている。金を貰って誰の下でも働くが、それはあくまで「自分を戦場に置く」事だけが目的であり、金額は二の次と考えている。道具に頼る事を嫌う。
漢3兄弟に雇われてNoAを襲うが敗北、主人公に言い包められた事で仲間に加わる。頑固者で、主君と認めた相手には忠実に尽くすが、同時に融通の全く効かない性格で、他の仲間達には一切関心を示さない。
エリザをして「このメンバーでも勝てるかどうか」と言わしめる程の猛者。常に目を閉じており「生来目が見えない」と主張しているが、実際は視覚に頼らない修行の為に閉じていただけで、主人公からは見抜かれていた。
戦闘では接近戦用の物理攻撃技がメイン。
暗殺者レイナ声 - 甲斐田裕子
11月7日生まれの23歳。身長167cm、3サイズは87・60・85。血液型はO型。大陸で5本の指に入るという女殺し屋で、二丁拳銃を武器にする。「魅惑の小動物」という異名を持つ。主人公への呼称は一定していない。
普段はおっとりと振舞っており間の抜けた行動を取るが、その本性はサディストで、高笑いしながら殺戮を楽しんでいる。「必要の無い殺人はしたくない」と言ってはいるが、実際は仕事に失敗した際に「怒られたくないから」と依頼主を殺した事もある危険人物。年下の男性が好みで、殺しのターゲットであろうと手を出したがる。
漢3兄弟に雇われて主人公を殺そうとするがNoAに敗北する。しかし戦闘時と普段のあまりのギャップから主人公達も戦う気を失ってしまい、有耶無耶のまま仲間の一員となった。
戦闘では銃撃による遠距離攻撃をメインとする。魔力を込めた銃弾を扱う為、攻撃力は筋力と知力の両方に影響される。
ハーフエルフ・ケイ声 - 猪口有佳
6月18日生まれの18歳。身長162cm、3サイズは89・57・86。血液型はAB型。エルフと人間の間に生まれたハーフエルフ。主人公を「隊長」と呼ぶ。
純粋なエルフでも人間でもない存在である為、双方から忌み子として冷遇されており、自分の殻に籠っていた。エルフの森の外の一軒家で1人暮らしをしており、森に向かおうとするNoAと出会う。獣人でも構わず仲間に加えているNoAに驚き、今までの自分を変える為に同行を決意し、エルフの里への隠しルートを教えた。
自分の意思に関係無く、考えている事を「もう1つの声」として周囲に聞かせてしまう「サトラレ」という能力を持っているが、自分では気付いていない。人間の魔法とは全く異なる「精霊呪文」というエルフ独自の魔法を使えるが、本心では戦う事を嫌っている。少食。
戦闘では複数の攻撃魔法を使う事ができる。
近衛兵ミリィ声 - 平松晶子
11月25日生まれの10万24歳。身長172cm、3サイズは89・60・87。血液型はO型。漢3兄弟を従えてNoAの魔獣退治を妨害する謎の女。腰の後ろに蝙蝠の様な翼が生えており、宙を飛ぶ。
その正体は魔王の側近。同胞である魔物達がカオスゲートによって魔獣化し続けていた事から、せめて自分達の手で殺そうと、ゲートの破壊を行っていた。目的自体はNoAと共通していたのだが、人間を「身勝手で信用できない生き物」と見なしていた為、「同朋を人間には殺されたくない」と妨害をし続けていた。
魔界に説得にやって来たNoAに問答無用で襲いかかるも敗北、ゲートを作った神に逆らおうとする主人公達に心を動かされ、仲間に加わる。
ヒステリックな性格で、「姉御」と呼ばれると怒る。魔族のナンバー2に当たる自分が、ゲートの破壊という「ドサ回り」をしなければならない事に内心腹を立てている。漢3兄弟と組まされている事にも密かに辟易しており、離れたがっている。
戦闘では鞭を用いた接近戦を行う。
魔王カノン声 - かないみか
7月1日生まれ。身長159cm、3サイズは84・58・86。血液型はB型。魔界に住む魔族の長で、高校の制服の様なブレザー風の衣装を身に付けている。ミリィと同型の翼を持つ。少女の姿をしているが年齢は不明で、NoAのメンバーをガキ呼ばわりする。
ミリィ曰く気紛れな性格で、やる気の無い口調でとぼけた発言ばかりするが、どこまで本気で言っているのかは全く不明。「暇だったから」という理由で一行に加わる。これまで魔界から出た事が無かった為、別の世界に移動する方法は知らないらしい。
戦闘では数々の魔法を使える。接近戦では大鎌を武器にする。
メイドロボ・吉田P（よしだぴー）声 - 水橋かおり
身長154cm、3サイズは88・56・87。
魔力を媒介として動くメイド型アンドロイド（正確にはガイノイド）の試作11号機として5年前に開発されたが、あまりにも支離滅裂な性格をした失敗作で、自分に惚れていると思い込んだ人間にストーカー行為を働いた結果終身刑を言い渡され、電池切れになるまでとある湖に封印される事となった。しかしNoAがそこを訪れた際にマツリに解除スイッチを押された事で目を覚まし、脱獄補助罪に問われる事を恐れた主人公によって一行に加えられる。
主人公に助けられたと思い込んだ事で彼に恋し、「ご主人様」「王子様」と呼ぶ様になる。実際に助けたのはマツリなのだが、なぜか彼女に対しては冷たく接する。メイドロボではあるが、かつて家事をしようとしてエルフの村を壊滅寸前に追い込んだ事があるらしい。男性慰安用の機能も持っており「いい仕事します」と嘯くが、その割にキスの経験は無いとの事。
機械である為疲労という概念が無く、物を食べる事もできない。液体を飲むと錆びるらしい。フィーネ同様魔界の空気がお気に入り。
体内に複数の兵器を内蔵しており、人間用の牢屋程度なら瞬時に破壊できる程のパワーを有する。戦闘の際にはハリセンを武器にする。
大天使みさき声 - 大倉彩
身長159cm、3サイズは82・54・79。
ドゥオモへ向かおうとするNoAの前に現れた謎の存在。褐色の肌と白い翼を持ち、宙を舞う。「永劫の3日を待つ者」を名乗り、抑揚の無い口調で主人公に次々と謎めいた言葉を投げかける。
他の仲間14人全てのグッドエンドを見る事で加入する「最後の仲間キャラクター」で、彼女のみエンディングは1種類しか存在しない。
魔法による遠距離攻撃技を複数身に付けている。

### その他の登場人物
漢3兄弟
ミリィの直属の部下で、彼女と「魔族四天王」を名乗る。3人共「スキンヘッドで筋骨隆々の大男」というそっくりな外見をしているが、自分だけが美しく他の2人は醜いと思い込むナルシストでもある。闇の魔族である為、強い光を浴びると体が溶解する。
孤高の爆炎の魔術師・ハル長兄。一人称は「私」。ミリィを「おねぇさま」、ドンを「ドンちゃん」と呼ぶ。オカマ口調。
迅速の暴風の魔術師・マゲ次兄。一人称は「私」または「僕」。ミリィを「ミリィ様」、ハルを「兄上」と呼ぶ。スペシャルダンディを自称しており、人間を下等生物呼ばわりする。兄弟の中では冷静な性格で、他2人の喧嘩を仲裁する事も。
激震の大地の魔術師・ドン末弟。一人称は「俺」。ミリィを「姉御」、兄達を「兄貴」と呼ぶ。口調は荒々しい。地割れを起こす能力がある。
ジュネ
狼の様な姿をした獣人の女性。左の頬にタトゥーの様な模様がある。
カオスゲートの影響によって魔獣と化していたが、本来の理性は残していた。しかし他の魔獣同様ゲートの発する魔力が無いと生きられない体となっており、ゲートを破壊しようとするNoAに襲いかかり、敗死する。彼女の存在は、「ゲートの影響を受けても理性を失わない個体もいる」とNoAに認識させる結果となった。
プラム（未加入の場合はリジュ）と面識があり、登場タイトルでは「友」と呼ばれているが、プラム自身は「ずっと1人で仲間を持った事がなかった」と発言している為、本当に友人だったのかは不明である。
なお戦闘中は「獣人B」という名称表記になっている。
エルフの村長
森に住む精霊「エルフ族」の長。本名は不明。青年の姿をしているが、実年齢は200歳を超えている。自分の殻に籠っていたケイを気にかけており、彼女の心を開いた主人公に感謝の意を表す。
彼らにカオスゲートを作り出した神の意志について教え、魔界を目指す様に促す。主人公の持つ秘密を感じ取っている描写がある。

### 敵キャラクター
スライム
第1章から登場するザコモンスターで、青い粘液の中に眼球が1つ浮かんでいる。
近接攻撃しかできないが、ダメージと同時に相手の防御力を低下させる能力がある。
レッドスライム
スライムの上位種。
ゴブリン
剣と盾を持った青い体色の鬼。近接攻撃しか行わない。攻撃力はスライムより高いが耐久力で劣る。
ホボゴブリン
ゴブリンの上位種で、体色は紫色。
ワーム
緑色の蛇の様な胴体を地面から生やしているモンスター。
移動する事は出来ないが、石を投げつける事で遠距離攻撃を行う、固定砲台の様な敵である。射程も長い。
サンドワーム
ワームの上位種で、体色は茶色。固まって出現するため、こちらが近付こうとすると集中砲火を受ける事になる。
サハギン
半魚人。ゴブリン同様、近接攻撃しかできず耐久力も低い。
第7章に登場する個体は本来の意識を保っており、NoAと対話も可能だったが、結局は戦う事になる。
獣人A
リジュやプラムの同族だが、カオスゲートによって人格を失い、敵となった。
近接攻撃しかできないが耐久力は高い。
獣人B
ジュネの戦闘時の名称。獣人A同様近接攻撃しかできない。鳴き声はAと異なる。
ハーミット
人間型の敵で、火炎魔法による遠距離攻撃を行う。耐久力は低いが、常に相手と間合いを取ろうとする。
ネクロマンサー
ハーミットの上位種。ゲーム本編では第10章に1体登場するのみ。
カオスゲート
邪神が生み出した黒い結晶体。魔族や獣人を凶暴化させる魔力を発し、更に人間達の欲望やマイナスの感情を邪神へのエネルギーとして送っていた。
戦闘中にも敵キャラクターとして登場はするが、移動も攻撃もできない。
オーク
ボクシングの様なグローブをはめた敵。体色は緑色。近接攻撃しかできないが、攻撃力・防御力共に高い。
オークチャンプ
オークの上位種で、体色は肌色。
ワーウルフ
茶色の体色をした狼人間。ゴブリン同様近接攻撃しかできず、耐久力も低い。
シルバーウルフ
銀色の体色をした狼人間。ワーウルフと同時に出現する。自分の能力を高める技を持つ。
マンドラゴラ
頭部に花を生やしたスキンヘッドの男性。
ワーム同様移動はできないが、ワームより射程が短い代わりに自分の周囲の敵全てを同時に攻撃できる。
キマイラ
赤い体色をしたモンスター。本編では第7章に1体登場するのみ。
レッサーデーモン
背中に翼を生やした悪魔。能力はオークと同系統。
エルフ
エルフの村の住人。村への侵入を図るNoAの前に3人で立ちはだかる。
行動パターンはハーミットと同様だが耐久力は高い。
ドラゴン
人間界とエルフの村を隔てる次元の間に生息する、巨大な竜。
移動はできないが遠距離攻撃が可能で、複数の相手を同時に攻撃する事もできる。
エンジェル
真っ白な体色をした天使で、第11章に2体のみ出現する。
攻撃パターンはハーミットに似ているが、ダメージと同時に相手のアクティブゲージも減らしてくる。
エンジェルナイト
エンジェルの上位種。ルシフェルに率いられ、4体セットで真の最終面にのみ出現する。
ハル/マゲ/ドン
漢三兄弟。近接攻撃の他、自分の体力を回復する技も使用できる。
邪神
遠い昔、「絶え間なく争いが続く世界こそ真の平和である」と考え、カオスゲートを生み出した存在。その考えは神々の間でも異端とされ、神の座を追放された。
ゲートも人間と精霊によって破壊されたが、近年になって力を蓄え、再びゲートを作り出し、魔物を凶暴化させ始めた。
本作の最終ボスであり、最終面に辿り着いた条件によって以下の何れかの姿で現れる（何れも移動はできない）。何れの姿も、ミリィやフィーネから「神ではなく悪魔」と認識されている。
リヴァイアサン
嫉妬の化身。青い竜の姿をしている。マツリかアヤネの好感度が高いと戦う事になる。
最終ボスの中では最も当たり判定が小さい。攻撃パターンはドラゴンと同系統。
サタン
憤怒の化身。オーリンかミリィの好感度が高いと戦う事になる。
相手全員の攻撃力を下げる技を持つ。
アスモデウス
色欲の化身。吉田Pかケイの好感度が高いと戦う事になる。
マモン
貧欲の化身（「貪欲」ではない。ゲーム中で「ひんよく」と明言される）。エリザかカノンの好感度が高いと戦う事になる。
相手全員のアクティブゲージを削る技を持つ。
ベルゼブブ
暴食の化身。巨大なハエの姿をしている。リジュかカエデの好感度が高いと戦う事になる。
最終ボスの中でも極端な巨体を持ち、当たり判定が大きい。
ルキフグス
傲慢の化身。プラムかイズミの好感度が高いと戦う事になる。
ベルフェゴール
怠惰の化身。フィーネかレイナの好感度が高いと戦う事になる。
堕天使ルシフェル
主人公の真の姿。「七つの大罪」を浄化する(＝ゲームの周回プレイによって邪神の他の姿を全て倒す)事で姿を現す、本作の真の最終ボスである。

#### 敵キャラクター（死の回廊のみに出現）
パンドラゴラ
マンドラゴラの上位種。マンドラゴラとは違い、直方体の様な形の花を咲かせている。
コウテイマンドラゴラ
マンドラゴラ、パンドラゴラと同時に出現する。漢三兄弟の頭部に花を生やしたような容姿をしている。
ケルベロス
キマイラの上位種で、青い体色をしている。
ダークデーモン
レッサーデーモンの上位種。
インフェルノ
死の回廊の最終ボス。真っ赤な体色をしている。
こちらの攻撃無効化技を更に無効にできる。